# Vlag van Wier

Vlag van Wier

De vlag van Wier is de dorpsvlag van het Nederlandse dorp Wier, in de Friese gemeente Waadhoeke. De vlag werd in 2007 geregistreerd.

## Beschrijving
De beschrijving van de vlag is als volgt:
Vijf hoogtebanen van groen, geel, blauw, geel en groen, in de verhouding van 1 : 1 : 6 : 1 : 1, met aan de broekzijde een gele afgescheurde leeuwenkop.
De kleuren zijn afkomstig van het dorpswapen.

## Symboliek

Groene baan: afgeleid van de groene terp uit het dorpswapen, hetgeen de plaatsnaam "wier" ook letterlijk betekent.
- Gele banen: ontleend aan de korenaren uit het dorpswapen dat als pars pro toto gold voor de korenschoof afkomstig uit het wapen van de familie Lauta. Tevens staan de korenaren voor de landbouw in de omgeving van het dorp.[2]
- Leeuwenkop: ontleend aan het oude wapen van het geslacht Lauta dat in het dorp een stins bewoonde.[2]
- Blauwe baan: in het oude wapen van de familie Lauta was ook een blauw veld aanwezig dat terugkeert in het dorpswapen.[2]